# Opérateur monotone
En mathématiques, un opérateur monotone est une multifonction définie entre espaces préhilbertiens, ou plus généralement d'un espace de Banach dans son dual topologique, qui possède une propriété de monotonie que nous précisons dans les définitions ci-dessous. Lorsque cet opérateur est une « simple » fonction réelle d'une variable réelle, cette propriété de monotonie revient à supposer la croissance (non nécessairement stricte) de cette fonction. Lorsque cet opérateur est une application linéaire (non nécessairement autoadjointe), cette propriété de monotonie revient à supposer la semi-définie positivité de l'application.
Parmi les opérateurs monotones, il faut distinguer ceux que l'on qualifie de monotones maximaux. Ils possèdent une propriété de maximalité qui s'exprime en termes d'inclusion de graphe et qui leur donne des propriétés remarquables. Ainsi, pour un opérateur monotone {\displaystyle T}, l'inclusion fonctionnelle
{\displaystyle x+T(x)\ni 0,}
dans laquelle {\displaystyle T(x)} est un ensemble, a au plus une solution {\displaystyle x}, alors que si {\displaystyle T} monotone maximal, cette inclusion a une et une seule solution.
Exemples.
- Soient {\displaystyle E} un espace de Banach, {\displaystyle {\mathcal {P}}(E)} l'ensemble de ses parties et {\displaystyle f:E\to {\overline {\mathbb {R} }}} une fonction convexe propre. Alors l'application sous-différentiel de {\displaystyle f}, {\displaystyle \partial f:E\to {\mathcal {P}}(E)}, est un opérateur monotone (on dit qu'il « dérive du potentiel {\displaystyle f} ») ; il est monotone maximal si {\displaystyle f} est fermée.
- Si {\displaystyle E} est un espace de Hilbert, la multifonction cône normal à un convexe {\displaystyle C} : {\displaystyle x\in E\mapsto N_{C}(x)} est un opérateur monotone. C'est un cas particulier du précédent, puisque le cône normal est le sous-différentiel de la fonction indicatrice de {\displaystyle C} (une fonction convexe lorsque {\displaystyle C} est convexe). Elle est monotone maximale si {\displaystyle C} est fermé.
- Le projecteur sur un convexe fermé non vide d'un espace de Hilbert est monotone.

## Multifonction
Soient {\displaystyle E} et {\displaystyle F} deux ensembles. Une fonction multivaluée, ou multifonction {\displaystyle T:E\multimap F} est une application de {\displaystyle E} dans l'ensemble {\displaystyle {\mathcal {P}}(F)} des parties de {\displaystyle F}. Son graphe, son domaine, son image et sa réciproque sont notés respectivement {\displaystyle {\mathcal {G}}(T)}, {\displaystyle {\mathcal {D}}(T)}, {\displaystyle {\mathcal {R}}(T)} et {\displaystyle T^{-1}}.
Si {\displaystyle F} est un espace vectoriel, l'ensemble de ses parties hérite naturellement d'une loi externe et d'une addition (la somme de Minkowski), dont hérite à son tour l'ensemble des multifonctions de {\displaystyle E} dans {\displaystyle F}.

## Opérateur monotone
Soit {\displaystyle H} un espace préhilbertien dont le produit scalaire est noté {\displaystyle \langle \cdot ,\cdot \rangle } et la norme associée {\displaystyle \|\cdot \|}.
Opérateurs monotones — Une multifonction {\displaystyle T:H\multimap H} est dite :
- monotone si{\displaystyle \forall \,(x,y)\in {\mathcal {G}}(T)\quad \forall \,(x',y')\in {\mathcal {G}}(T)\qquad \langle y-y',x-x'\rangle \geqslant 0} ;
- strictement monotone si l'inégalité ci-dessus est stricte lorsque {\displaystyle x\neq x'} ;
- fortement monotone de module {\displaystyle \alpha >0} si{\displaystyle \forall \,(x,y)\in {\mathcal {G}}(T)\quad \forall \,(x',y')\in {\mathcal {G}}(T)\qquad \langle y-y',x-x'\rangle \geqslant \alpha \|x-x'\|^{2}}.

Propriétés immédiates — Soit {\displaystyle T:H\multimap H} un opérateur monotone.
1. Si {\displaystyle \alpha } est un réel positif et {\displaystyle a\in H}, {\displaystyle x\in H\to \alpha \,T(x)+a\subset H} est monotone.
2. {\displaystyle T^{-1}} est monotone.
3. Si {\displaystyle T':H\multimap H} est monotone, alors {\displaystyle T+T'} est monotone.

On peut exprimer la propriété de monotonie en utilisant uniquement la norme associée au produit scalaire de {\displaystyle H}. Les opérateurs vérifiant cette propriété sur un espace normé sont dits accrétifs.
Monotonie et accrétivité — Pour une multifonction {\displaystyle T:H\multimap H}, les propriétés suivantes sont équivalentes :
1. {\displaystyle T} est monotone,
2. {\displaystyle T} est accrétif, c'est-à-dire : pour tout {\displaystyle \lambda >0}, pour tout {\displaystyle (x,y)\in {\mathcal {G}}(T)} et pour tout {\displaystyle (x',y')\in {\mathcal {G}}(T)}, on a

{\displaystyle \|x-x'\|\leq \|(x-x')+\lambda (y-y')\|.}
Par la propriété d'accrétivité, on voit que si {\displaystyle T} est monotone, l'inclusion
{\displaystyle 0\in x+T(x)}
a au plus une solution {\displaystyle x}. Pour les opérateurs monotones maximaux, cette inclusion aura une et une seule solution.

## Opérateur monotone maximal

### Définition
Opérateur monotone maximal — On dit qu'un opérateur {\displaystyle T:H\multimap H} est monotone maximal s'il est monotone et s'il n'existe pas d'opérateur monotone {\displaystyle T'} tel que {\displaystyle {\mathcal {G}}(T)} est strictement inclus dans {\displaystyle {\mathcal {G}}(T')}. Une autre manière d'exprimer la maximalité d'un opérateur monotone {\displaystyle T} est la suivante
{\displaystyle \left(\forall \,(x,y)\in {\mathcal {G}}(T)\quad \langle y-y',x-x'\rangle \geqslant 0\right)\Longrightarrow (x',y')\in {\mathcal {G}}(T).}
Le résultat de cette implication est donc que {\displaystyle y'\in Tx'}, ce qui pourra parfois être interprété comme un résultat d'existence de solution d'inclusion ({\displaystyle y'} est donné et il faut trouver {\displaystyle x'}). Pour prolonger la remarque faite ci-dessus, si la monotonie de {\displaystyle T} implique l'unicité de la solution {\displaystyle x} de l'inclusion
{\displaystyle 0\in x+T(x),}
la maximalité d'un opérateur monotone permet de montrer l'existence de solution de cette inclusion.
Propriétés immédiates — Si {\displaystyle T:H\multimap H} est un opérateur monotone maximal, alors
- pour tout {\displaystyle \alpha } strictement positif, {\displaystyle \alpha \,T} est monotone maximal,
- {\displaystyle T^{-1}:H\multimap H} est monotone maximal,
- {\displaystyle {\mathcal {G}}(T)} est fermé dans {\displaystyle H\times H},
- pour tout {\displaystyle x\in H}, {\displaystyle T(x)} est un convexe fermé de {\displaystyle H},
- pour tout {\displaystyle y\in H}, {\displaystyle T^{-1}(y)} est un convexe fermé de {\displaystyle H}.

Pour la somme de deux opérateurs monotones maximaux, voir la section qui est consacrée à ce thème difficile.

### Exemples
- Soient {\displaystyle H} un espace de Hilbert et {\displaystyle f:H\to \mathbb {R} \cup \{+\infty \}} une fonction convexe fermée propre. Alors l'application sous-différentiel {\displaystyle \partial f:H\multimap H} est monotone maximale[3]. Le problème de trouver un {\displaystyle x\in H} tel que {\displaystyle 0\in \partial f(x)} est équivalent à celui de trouver un point minimisant {\displaystyle f}.
- Soient {\displaystyle H} un espace de Hilbert dont le produit scalaire est noté {\displaystyle \langle \cdot ,\cdot \rangle }, {\displaystyle K} un convexe fermé non vide de {\displaystyle H}, {\displaystyle N_{K}(x)} est le cône normal à {\displaystyle K} en {\displaystyle x} et {\displaystyle F:K\to H} un opérateur univoque monotone (non nécessairement maximal) hémicontinu contenant {\displaystyle K} dans son domaine. Alors {\displaystyle T:H\multimap H:x\mapsto T(x)=F(x)+N_{K}(x)} est monotone maximal[4]. Le problème de trouver un {\displaystyle x\in H} tel que {\displaystyle 0\in T(x)} est équivalent à celui de trouver une solution {\displaystyle x\in H} du problème de l'inéquation variationnelle suivante :
{\displaystyle x\in K\qquad {\mbox{et}}\qquad \forall x'\in K\quad \langle F(x),x'-x\rangle \geqslant 0.}

### Caractérisations
Voici des caractérisations bien utiles de la monotonie maximale d'un opérateur. On note {\displaystyle I} l'opérateur identité. 
Caractérisation — Soient {\displaystyle H} un espace de Hilbert et {\displaystyle T:H\multimap H} un opérateur. Les propriétés suivantes sont équivalentes :
1. {\displaystyle T} est monotone maximal,
2. {\displaystyle T} est monotone et {\displaystyle {\mathcal {R}}(I+T)=H},
3. pour tout {\displaystyle \lambda >0}, {\displaystyle (I+\lambda T)^{-1}} est non expansif et {\displaystyle {\mathcal {D}}((I+\lambda T)^{-1})=H}.

On note qu'un opérateur non expansif est nécessairement univoque. La propriété {\displaystyle {\mathcal {D}}((I+T)^{-1})=H} équivaut à dire que pour tout {\displaystyle z\in H}, {\displaystyle (I+T)^{-1}(z)\neq \varnothing } (c'est un singleton) ou encore que l'inclusion
{\displaystyle x+Tx\ni z}
a une (et une seule) solution {\displaystyle x}.
La résolvante d'un opérateur monotone maximal est l'application non expansive (donc univoque) suivante
{\displaystyle R_{T}:=(I+T)^{-1}:H\to H.}
La résolvante est définie sur {\displaystyle H} tout entier. De plus, si l'on introduit l'opérateur univoque {\displaystyle S_{T}:=I-R_{T}}, on a
propriété équivalente à la suivante
Cette propriété exprime la ferme non-expansivité de la résolvante {\displaystyle R_{T}}.

### Somme de deux opérateurs monotones maximaux
Si la somme de deux opérateurs monotones est un opérateur monotone, la somme de deux opérateurs monotones maximaux n'est pas nécessairement un opérateur monotone maximal, ne fût ce que parce que l'intersection de leur domaine peut être vide (auquel cas le domaine de leur somme est vide). On a le résultat suivant, dans lequel {\displaystyle P^{\circ }} désigne l'intérieur d'une partie {\displaystyle P\subset E}, {\displaystyle {\overline {P}}} désigne son adhérence forte et {\displaystyle T} est dit localement borné en {\displaystyle x\in {\mathcal {D}}(T)} s'il existe un voisinage {\displaystyle V} de {\displaystyle x} dont l'image {\displaystyle T(V)} est bornée.
Somme de deux opérateurs monotones maximaux — Soient {\displaystyle E} un espace de Banach réflexif et {\displaystyle T_{1}}, {\displaystyle T_{2}:E\multimap E} deux opérateurs monotones maximaux vérifiant l'une des deux conditions équivalentes suivantes :
1. {\displaystyle {\mathcal {D}}(T_{1})\cap {\mathcal {D}}(T_{2})^{\circ }\neq \varnothing },
2. il existe un point de {\displaystyle {\overline {{\mathcal {D}}(T_{1})}}\cap {\overline {{\mathcal {D}}(T_{2})}}} en lequel {\displaystyle T_{2}} est localement borné.

Alors {\displaystyle T_{1}+T_{2}} est monotone maximal.

## Résolution d'inclusion monotone
Soit {\displaystyle T:E\multimap E} un opérateur monotone maximal. Cette section décrit quelques algorithmes de résolution de l'inclusion monotone
{\displaystyle 0\in T(x).}
Il s'agit de trouver {\displaystyle x\in E} tel que l'ensemble {\displaystyle T(x)} de {\displaystyle E} contienne l'élément nul. Les descriptions sont brèves et renvoient aux articles dédiés aux algorithmes correspondants.

### Algorithme proximal
Voir
- l'article « Algorithme proximal » pour le cas où {\displaystyle T} est monotone maximal et
- l'article « Algorithme proximal (optimisation) » pour le cas particulier où {\displaystyle T} est le sous-différentiel d'une fonction convexe fermée propre.

### Algorithme de Douglas-Rachford
Il s'agit d'un algorithme adapté à la recherche d'un zéro de la somme {\displaystyle A+B} de deux opérateurs monotones maximaux {\displaystyle A} et {\displaystyle B:H\multimap H}. On cherche donc {\displaystyle x\in H} tel que
{\displaystyle 0\in (A+B)(x).}
L'algorithme est bien adapté au cas où les points proximaux {\displaystyle x_{p}:=R_{A}(x)} et {\displaystyle x_{p}':=R_{B}(x)} d'un point {\displaystyle x} donné peuvent se calculer aisément.
Algorithme de Douglas-Rachford — On se donne un itéré initial {\displaystyle x_{0}\in H} et un scalaire {\displaystyle r>0}. L'algorithme définit une suite d'itérés {\displaystyle x_{1},x_{2},\ldots \in H}, jusqu'à ce qu'un test d'arrêt soit satisfait. Il passe de {\displaystyle x_{k}} à {\displaystyle x_{k+1}} par les étapes suivantes :
1. {\displaystyle y_{k}:=R_{rA}(x_{k})},
2. {\displaystyle z_{k}:=R_{rB}(2y_{k}-x_{k})},
3. {\displaystyle x_{k+1}:=x_{k}+2\alpha _{k}(z_{k}-y_{k})}, où {\displaystyle \alpha _{k}\in {]0,1]}}.

On montre que la suite {\displaystyle (x_{k})} générée par cet algorithme converge faiblement vers un point {\displaystyle x}, si {\displaystyle A+B} a un zéro et les amortisseurs {\displaystyle \alpha _{k}\in {]0,1]}} sont tels que
{\displaystyle \sum _{k}\alpha _{k}(1-\alpha _{k})=+\infty ;}
dans ce cas {\displaystyle R_{rA}(x)} est un zéro de {\displaystyle A+B}.

## Opérateur monotone d'un espace de Banach dans son dual topologique
Soit {\displaystyle V} un espace de Banach et {\displaystyle V^{\prime }} son dual topologique. Pour {\displaystyle x\in V} et {\displaystyle x^{\prime }\in V^{\prime }}, on pose : 
Un opérateur (non nécessairement linéaire) {\displaystyle A} de {\displaystyle V} dans {\displaystyle V^{\prime }}  est dit  monotone si : 